# My Feet Keep Dancing
My Feet Keep Dancing è un singolo del gruppo musicale statunitense Chic, pubblicato nel 1979 ed estratto dall'album Risqué.

## Tracce
- 7"

1. My Feet Keep Dancing (7" Edit)
2. Will You Cry (When You Hear This Song)

## Classifiche
| Classifica (1979) | Posizione raggiunta |
| ----------------- | ------------------- |
| Regno Unito       | 21                  |